# Élections législatives françaises de 1981
 (août 2010).
Si vous disposez d'ouvrages ou d'articles de référence ou si vous connaissez des sites web de qualité traitant du thème abordé ici, merci de compléter l'article en donnant les références utiles à sa vérifiabilité et en les liant à la section « Notes et références ».
Les élections législatives de 1981 ont lieu les 14 et 21 juin 1981, à la suite de la dissolution de l'Assemblée nationale par le président de la République François Mitterrand le 22 mai 1981, pour pourvoir les mandats de la VIIe législature de la Cinquième République. Le PS et ses alliés lui donnent la majorité absolue au Parlement. Un deuxième gouvernement Pierre Mauroy fait entrer quatre ministres communistes.

## Contexte des élections et campagne
Le 10 mai 1981, lors du second tour de l’élection présidentielle, le candidat socialiste François Mitterrand est élu président de la République avec 51,76 % des suffrages exprimés, distançant de plus d'un million de voix son rival, le président sortant, Valéry Giscard d'Estaing. La dissolution de l'Assemblée nationale constituera avec la nomination d'un nouveau Premier ministre, Pierre Mauroy, chargé de former un gouvernement, l'une des premières décisions prises dès sa prise de fonction le 21 mai 1981.

### Une dissolution prévisible
Le nouveau chef de l'État utilise ce droit de dissolution comme prérogative présidentielle prévue par l'article 12 de la Constitution de la Cinquième République. Naturellement, cette mesure était attendue d'autant plus que le candidat Mitterrand avait affiché son intention durant la campagne présidentielle, notamment au cours du débat d'entre-deux tours l'opposant le 5 mai 1981 à Valéry Giscard d'Estaing, de dissoudre, une fois élu, l'Assemblée nationale. Il avait notamment affirmé que le Président « peut dissoudre quand il le veut. Et je dissoudrai quand je le déciderai […]. J'ai l'intention de dissoudre et j'ai l'intention de faire procéder à des élections avant le 1er juillet […]. Le problème pour moi serait de disposer d'une majorité, parce qu'on ne peut pas mener une autre politique sans une autre majorité ». François Mitterrand entend que l'action gouvernementale dispose d'une nouvelle chambre apte à la soutenir. Il épouse alors le système majoritaire de la Cinquième République reposant sur une double légitimité, celle du chef de l'État ainsi que celle du Parlement, légitimités qui doivent s'accorder. Tel n'est pas le cas en l'espèce puisque le nouveau Président est confronté à l'Assemblée nationale sortie des urnes au soir du 19 mars 1978 à majorité RPR et UDF qui n'aurait pas voté les réformes promises par le candidat socialiste. Cette cohérence ne peut être restaurée que par l'arme de la dissolution. Comme le souligne le professeur Jean Gicquel dans son manuel Droit constitutionnel et institutions politiques, celle-ci  est « une technique d'ajustement de la majorité parlementaire à la majorité présidentielle ».

### Campagne électorale
L'annonce de la dissolution le 22 mai 1981 ouvre un nouveau cycle électoral qui s'articule autour des dates suivantes:
- 25 mai : ouverture du dépôt des candidatures ;
- 31 mai : clôture du dépôt des candidatures à minuit ;
- 1er juin : début de la campagne officielle ;
- 14 juin : premier tour de scrutin ;
- 21 juin : second tour de scrutin.

#### Alliances électorales
Dès le lendemain de l'élection de François Mitterrand, Jacques Chirac demande que la nouvelle opposition présente des candidatures uniques dans chaque circonscription pour les élections législatives à venir. Le 15 mai 1981, avant même l'annonce de la dissolution anticipée de la VIe législature, le RPR et l'UDF annoncent la formation d'une alliance électorale, appelée l'Union pour la nouvelle majorité (UNM) ainsi qu'une union de la droite dès le premier tour dans 91 circonscriptions,. La négociation de cet accord se poursuit dans les jours qui suivent et l'UNM annonce le 22 mai des candidatures uniques dans 340 des 474 circonscriptions de métropole alors que des primaires négociées sont approuvées dans 131 autres circonscriptions.
Le 3 juin, le PS, le MRG et le PSU annoncent un accord de désistement réciproque en vue du second tour. Le lendemain, le PS et le PCF font de même.

#### Couverture médiatique
Alors qu'Antenne 2 et Europe 1 avaient présenté deux soirées électorales communes à l'occasion de l'élection présidentielle, leurs rédactions respectives décident de présenter des émissions séparées pour les deux soirées électorales législatives des 14 et 21 juin.

## Résultats
| Parti                 | Parti                              | Premier tour | Premier tour | Second tour | Second tour | Sièges |
| Parti                 | Parti                              | Voix         | %            | Voix        | %           | Sièges |
| --------------------- | ---------------------------------- | ------------ | ------------ | ----------- | ----------- | ------ |
|                       | Parti socialiste                   | 9 042 447    | 36,43        | 8 743 332   | 47,67       | 266    |
|                       | Parti communiste français          | 4 003 854    | 16,13        | 1 255 631   | 6,85        | 44     |
|                       | Mouvement des radicaux de gauche   | 367 117      | 1,48         | 400 211     | 2,18        | 14     |
|                       | Divers gauche                      | 65 228       | 0,26         | 29 759      | 0,16        | 9      |
|                       | Majorité présidentielle            | 13 700 072   | 54,3         | 10 428 933  | 56,86       | 333    |
|                       |                                    |              |              |             |             |        |
|                       | Rassemblement pour la République   | 5 273 710    | 21,24        | 4 177 575   | 22,78       | 85     |
|                       | Union pour la démocratie française | 4 749 718    | 19,13        | 3 386 545   | 18,47       | 62     |
|                       | Divers droite                      | 404 952      | 1,63         | 96 485      | 0,53        | 11     |
|                       | Listes communes RPR-UDF            | 236 124      | 0,95         | 250 358     | 1,37        |        |
|                       | Union pour une nouvelle majorité   | 10 664 504   | 42,96        | 7 910 963   | 43,14       | 158    |
|                       |                                    |              |              |             |             |        |
|                       | Extrême gauche                     | 312 807      | 1,26         |             |             | 0      |
|                       | Divers écologiste                  | 265 096      | 1,07         | 0           |             |        |
|                       | Front national                     | 43 143       | 0,17         | 0           |             |        |
|                       | Extrême droite                     | 34 744       | 0,14         | 0           |             |        |
|                       | Régionaliste                       | 24 406       | 0,10         | 0           |             |        |
|                       |                                    |              |              |             |             |        |
| Inscrits              | Inscrits                           | 35 530 010   | 100,00       | 25 087 197  | 100,00      | 491    |
| Abstentions           | Abstentions                        | 10 354 645   | 29,14        | 6 254 580   | 24,93       |        |
| Votants               | Votants                            | 25 175 365   | 70,86        | 18 832 617  | 75,07       |        |
| Blancs et nuls        | Blancs et nuls                     | 352 019      | 1,4          | 492 721     | 2,62        |        |
| Exprimés              | Exprimés                           | 24 823 346   | 98,6         | 18 339 896  | 97,38       |        |
| Source : Data.gouv.fr |                                    |              |              |             |             |        |

### Répartition des sièges par tendance
| Parti politique | Parti politique                      | Députés  | Députés |
| Parti politique | Parti politique                      | Sortants | Élus    |
| --------------- | ------------------------------------ | -------- | ------- |
|                 | Parti communiste français            | 86       | 44      |
|                 | Parti socialiste                     | 107      | 266     |
|                 | Mouvement des radicaux de gauche     | 10       | 14      |
|                 | Divers gauche                        | 1        | 9       |
|                 |                                      |          |         |
|                 | Rassemblement pour la République     | 153      | 85      |
|                 | Union pour la démocratie française   | 5        | 9       |
|                 | Parti républicain (UDF)              | 65       | 32      |
|                 | Centre des démocrates sociaux (UDF)  | 36       | 19      |
|                 | Parti radical (UDF)                  | 8        | 2       |
|                 | Mouvement démocrate socialiste (UDF) | 2        | –       |
|                 | CNIP                                 | 9        | 5       |
|                 | Divers droite                        | 9        | 6       |

### Analyse

#### Analyse politique des résultats: de la «vague» au «raz de marée» rose
Le politologue François Goguel a montré (dans Le Monde en novembre 1981) qu'à ces élections législatives de 1981, le nombre des voix de gauche était le même qu'aux précédentes élections — perdues par la gauche — de 1978, mais que les voix de droite avaient diminué, elles, de 10 points de pourcentage tandis que le taux d'abstention augmentait de 10 points également. Autrement dit, contrairement aux apparences, la « vague rose » de 1981 n'a pas été une victoire de la gauche, mais une défaite de la droite, dont une partie des électeurs s'est abstenue.
Porté par la « vague rose », le nouveau président socialiste François Mitterrand obtient une majorité écrasante (58 % des sièges). Les rapports de forces à gauche s'en trouvent bouleversés : si le PS obtient un vif succès, c’est aux dépens du PCF, qui perd près de la moitié de ses députés. Cela n’empêche pas l’Union de la gauche de se muer en gouvernement de coalition : ministres socialistes, communistes et radicaux de gauche se côtoient au sein du gouvernement du Premier ministre Pierre Mauroy.

## Composition de l'Assemblée nationale
| Groupe parlementaire               | Groupe parlementaire               | Groupe parlementaire               | Députés                            | Députés                            | Députés | Président déclaré                                   |  |
| Groupe parlementaire               | Groupe parlementaire               | Groupe parlementaire               | Membres                            | Apparentés                         | Total   | Président déclaré                                   |  |
| ---------------------------------- | ---------------------------------- | ---------------------------------- | ---------------------------------- | ---------------------------------- | ------- | --------------------------------------------------- |  |
|                                    | SOC                                | Socialiste                         | 265                                | 20                                 | 285     | Pierre Joxe (1981-1984) André Billardon (1984-1986) |  |
|                                    | RPR                                | Rassemblement pour la République   | 79                                 | 9                                  | 88      | Claude Labbé                                        |  |
|                                    | UDF                                | Union pour la démocratie française | 51                                 | 11                                 | 62      | Jean-Claude Gaudin                                  |  |
|                                    | COM                                | Communiste                         | 43                                 | 1                                  | 44      | André Lajoinie                                      |  |
|                                    |                                    |                                    |                                    |                                    |         |                                                     |  |
| Total de députés membre de groupes | Total de députés membre de groupes | Total de députés membre de groupes | Total de députés membre de groupes | Total de députés membre de groupes | 479     |                                                     |  |
|                                    | Députés non-inscrits               | Députés non-inscrits               | Députés non-inscrits               | Députés non-inscrits               | 12      |                                                     |  |
|                                    |                                    |                                    |                                    |                                    |         |                                                     |  |
| Total des sièges pourvus           | Total des sièges pourvus           | Total des sièges pourvus           | Total des sièges pourvus           | Total des sièges pourvus           | 491     |                                                     |  |

## Conséquences des élections

### L'«Assemblée des instituteurs»
En 1977, Jacques Julliard écrit que « La République socialiste de Mitterrand risque d'être, si elle voit le jour, un précipité de la République des professeurs, chère à Thibaudet, et de l'énarchie [...] avec une assemblée où la proportion de députés-fonctionnaires risque d'être plus forte que du temps de Guizot ».
La sociologie électorale des députés élus en 1981 confirme une présence importante de normaliens et d'enseignants au sein du groupe socialiste :  14 % des élus socialistes en 1981 sont instituteurs, 17 %  sont professeurs du secondaire et 12 % sont professeurs du supérieur. Entre 1981 et 1984 (du premier gouvernement Mauroy au gouvernement Fabius), 19,4 % des ministres sont enseignants du supérieur, 7,5 % enseignants du secondaire, et 10,4 % font partie d'autres professions intellectuelles ; soit 37,3% des ministres, contre 16,3 % en moyenne entre 1959 et 1981.